# یواس‌اس تنر (ای‌جی‌اس-۱۵)
یواس‌اس تنر (ای‌جی‌اس-۱۵) (به انگلیسی: USS Tanner (AGS-15)) یک کشتی بود که طول آن ۴۲۶ فوت (۱۳۰ متر) بود. این کشتی در سال ۱۹۴۵ ساخته شد.